# Fanny Hausmann
Franziska Maria Elisabeth Haussmann (Alemanha, 15 de abril de 1853 — Eslovênia, 4 de abril de 1853) fi uma poetisa alemã.